# Loretta Lynn Sings
| Recensione | Giudizio |
| ---------- | -------- |
| AllMusic   | [ 1 ]    |

Loretta Lynn Sings è il primo album discografico solistico della cantante country statunitense Loretta Lynn, pubblicato dalla casa discografica Decca Records nel dicembre del 1963.

## Tracce

### LP
Lato A
1. Success – 2:37 (Johnny Mullins) – Registrato l'8 settembre 1961 al Bradley Film and Recording Studio di Nashville, Tennessee
2. The Minute You're Gone – 2:30 (Jimmy Gateley) – Registrato l'11 luglio 1963 al Columbia Recording Studio di Nashville, Tennessee
3. The Other Woman – 2:26 (Betty Sue Perry) – Registrato il 9 gennaio 1963 al Columbia Recording Studio di Nashville, Tennessee
4. Alone with You – 2:13 (Lester Vanadore, Roy Drusky) – Registrato l'11 luglio 1963 al Columbia Recording Studio di Nashville, Tennessee
5. Why I'm Walking – 2:22 (Melvin Endsley, Stonewall Jackson) – Registrato l'11 luglio 1963 al Columbia Recording Studio di Nashville, Tennessee
6. The Girl That I Am Now – 2:14 (Loretta Lynn) – Registrato l'8 settembre 1961 al Bradley Film and Recording Studio di Nashville, Tennessee

Lato B
1. Act Naturally – 2:27 (Johnny Russell, Voni Morrison) – Registrato l'11 luglio 1963 al Columbia Recording Studio di Nashville, Tennessee
2. World of Forgotten People – 1:59 (Loretta Lynn) – Registrato il 5 febbraio 1962 al Columbia Recording Studio di Nashville, Tennessee
3. The Color of the Blues – 2:54 (George Jones, Lawton Williams) – Registrato l'11 luglio 1963 al Columbia Recording Studio di Nashville, Tennessee
4. A Hundred Proof Heartache – 2:25 (Loretta Lynn) – Registrato il 5 febbraio 1962 al Columbia Recording Studio di Nashville, Tennessee
5. I Walked Away from the Wreck – 2:35 (Cindy Walker) – Registrato l'8 settembre 1961 al Bradley Film and Recording Studio di Nashville, Tennessee
6. Lonesome 7-7203 – 2:58 (Justin Tubb) – Registrato l'11 luglio 1963 al Columbia Recording Studio di Nashville, Tennessee

## Musicisti
Success / The Girl That I Am Now / I Walked Away from the Wreck
- Loretta Lynn - voce
- Harold Bradley - chitarra elettrica
- Grady Martin - chitarra elettrica
- Teddy Wilburn - chitarra
- Don Helms - chitarra steel
- Cecil Brower - fiddle
- Tommy Jackson - fiddle
- Floyd Cramer - pianoforte
- Bob Moore - contrabbasso
- Buddy Harman - batteria
- (probabile) The Jordanaires (gruppo vocale) - cori
- Owen Bradley - produttore

The Minute You're Gone / Alone with You /  Why I'm Walking / Registrato l'11 luglio 1963 al Columbia Recording Studio di Nashville, Tennessee / Color of the Blues / Lonesome 7-7203
- Loretta Lynn - voce
- Musicisti non accreditati
- Owen Bradley - produttore

The Other Woman
- Loretta Lynn - voce
- Harold Bradley - chitarra elettrica
- Wayne Moss - chitarra elettrica
- Teddy Wilburn - chitarra
- Don Helms - chitarra steel
- Floyd Cramer - pianoforte
- Bob Moore - contrabbasso
- Willie Ackerman - batteria
- (probabile) The Jordanaires (gruppo vocale) - cori
- Owen Bradley - produttore

World of Forgotten People / A Hundred Proof Heartache
- Loretta Lynn - voce
- Harold Bradley - chitarra elettrica
- Jack Pruett - chitarra elettrica
- Teddy Wilburn - chitarra
- Don Helms - chitarra steel
- Floyd Cramer - pianoforte
- Bob Moore - contrabbasso
- Buddy Harman - batteria
- (probabile) The Jordanaires (gruppo vocale) - cori[4]

Note aggiuntive
- Hal Buksbaum - fotografia copertina album originale
- Teddy Wilburn - note retrocopertina album originale[5]

## Classifica
Album
| Anno | Classifica         | Posizione raggiunta |
| ---- | ------------------ | ------------------- |
| 1964 | Top Country Albums | 2                   |

Singoli
| Anno | Titolo del brano | Classifica        | Posizione raggiunta |
| ---- | ---------------- | ----------------- | ------------------- |
| 1963 | The Other Woman  | Hot Country Songs | 13                  |